# Tuvalu mo te Atua
Tuvalu mo te Atua (Tiếng Tuvalu: Tuvalu là món quà của Thượng đế) là quốc ca của Tuvalu. Lời bài hát do Afaese Manoa soạn.
Bài hát được phát vào năm 1978, khi đất nước hoàn toàn độc lập.

## Lời bài hát
| Tiếng bản địa | Tiếng Anh |
| --- | --- |
| "Tuvalu mo te Atua" Ko te Fakavae sili, Ko te alu foki tena, O te manuia katoa; Loto lasi o fai, Tou malo saoloto; Fusi ake katoa Ki te loto alofa; Kae amo fakatasi Ate atu fenua. "Tuvalu mo te Atua" Ki te se gata mai! Tuku atu tau pulega Ki te pule mai luga, Kilo tonu ki ou mua Me ko ia e tautai. "Pule tasi mo ia" Ki te se gata mai, Ko tena mana Ko tou malosi tena. Pati lima kae kalaga Ulufonu ki te tupu. "Tuvalu ko tu saoloto" Ki te se gata mai. | "Tuvalu for the Almighty" Are the words we hold most dear; For as people or as leaders Of Tuvalu we all share In the knowledge that God Ever rules in heav'n above, And that we in this land Are united in His love. We build on a sure foundation When we trust in God's great law; "Tuvalu for the Almighty" Be our song for evermore! Let us trust our lives henceforward To the King to whom we pray, With our eyes fixed firmly on Him He is showing us the way. "May we reign with Him in glory" Be our song for evermore, for His almighty power Is our strength from shore to shore. Shout aloud in jubilation To the King whom we adore. "Tuvalu free and united" Be our song for evermore! |